# Toulky světem
Toulky světem je název českého výboru z díla amerického cestovatele, dobrodruha, publicisty a spisovatele Richarda Halliburtona.
Kniha vyšla poprvé roku 1963 ve Státním nakladatelství dětské knihy (SNDK) a podruhé roku 1969 v nakladatelství Albatros (přejmenované SNDK). Jde o výbor z autorových cestopisných knih Královskou cestou za romantikou (1925, The Royal Road to Romance), Nádherné dobrodružství (1927, The Glorious Adventure), Nové světy(1929, New Worlds to Conquer), Létající koberec (1932, The Flying Carpet) a Sedmimílové boty (1935, Seven League Bolte). Uspořádal jej Josef Šubrt a vybrané texty přeložili Jiří Pober, Taťána Peřinová a Olga Kořánová. V knize jsou obsaženy všechny příběhy ze staršího výboru Cesty za dobrodružstvím vydaného v SNDK roku 1958.

## Obsah knihy
Výbor se skládá ze čtyř částí podle oblastí, ve kterých se Halliburtonovy zážitky odehrály (čímž se ovšem ztratila jejich časová návaznost):
- Toulky Amerikou,
- Toulky Evropou,
- Toulky Afrikou,
- Toulky Asií a Oceánií.

### Toulky Amerikou
Tato část obsahuje:
- vyprávění o tom, jak si Halliburton se sluhou Outerkem hrál dvacet devět dnů na Robinsona na ostrově poblíž Tobaga,
- návštěvu zříceniny pevnosti haitského černošského krále a diktátora Henryho Christopha, původně otroka a umývače nádobí,
- hledání ostrova San Salvador, na kterém přistál Kryštof Kolumbus (pravděpodobně jde o Watlingův ostrov Bahamách) a návštěvu údajného hrobu Kryštofa Kolumba v Santu Domingu v Dominikánské republice,
- výpravu po stopách dobyvatele Mexika Hernána Cortéze a výstup na Popocatépetl,
- popis skoku do mayské Studny smrti v Chi Chen Itza na Yucatánu,
- proplavání Panamského průplavu po délce a pěší přechod přes Panamskou šíji po vzoru Vasca Nuñeze de Balboy ,
- návštěvu inckých měst Cuzco a Machu Picchu,
- vyprávění o cestě s flašinetem a cvičenou opičkou Ninou z Buenos Aires přes vodopády Iguaçu do brazilského spolkového státu Paraná a pak do Ria de Janiera. Na další cestě do Francouzské Guyany opička umřela na žaludeční katar.

### Toulky Evropou
Do této části knihy bylo vybrány tyto autorovy příběhy:
- výstup na Matterhorn,
- přechod Alp na hřbetě slona po vzoru Hannibala,
- bouřlivá noc strávená na Olympu a noc strávená na Akropolis navzdory nočním hlídačům,
- neúspěšný pokus zopakovat hrdinský běh z Marathónu do Athén (autor si vzal málo vody a díky pití vína se poněkud opil a do Atén dojel taxíkem),
- přeplavání Dardanel (Hellespontu) podle řecké pověsti o Héró a Leandrovi,
- návštěva mnišského státu se zákazem vstupu žen na hoře Athos,
- cesta na Krétu (Knóssos) a na ostrov malomocných Spinalonga.

### Toulky Afrikou
Do této části knihy byly vybrány tři příběhy:
- let na jednoplošníku Létající koberec do Timbuktu,
- noc strávená a Cheopsově pyramidě,
- návštěva Habeše a audience, kterou mu udělil habešský císař Haile Selassie.

### Toulky Asií a Oceánií
Závěrečná část výboru obsahuje:
- cestu do skalního města Petra v Jordánsku,
- autorovu „pouť“ z Džiddy do Mekky,
- lov na tygry  a návštěva Tádž Mahal v Indii,
- cesta do chrámu Angkor Vat nacházejícího se Angkoru v Kambodži,
- návštěva na jednoplošníku Létající koberec u lovců lebek na Borneu,
- zimní výstup na Fudži, který autor podnikl sám.